# Mary Agnes Yerkes
Mary Agnes Yerkes (ur. 9 sierpnia 1886 w Oak Park, zm. 8 listopada 1989 w San Mateo) – amerykańska malarka, przedstawicielka impresjonizmu.

## Życiorys
Mary Agnes Yerkes urodziła się 9 sierpnia 1886 roku w Oak Park w stanie Illinois, dokąd jej rodzice, Charles Sherman Yerkes i Mary Greenlees Yerkes, przenieśli się kilka lat wcześniej z Ohio. Była trzecim dzieckiem z czwórki rodzeństwa: Reubena Archibalda, Alice Agnew, Mary Agnes i Greenleesa Charlesa. W 1906 roku ukończyła Oak Park i River Forest High School i stała się uznaną lokalną artystką. Studiowała w Rockford College, Academy of Fine Arts (gdzie również uczyła) i Chicago Art Institute. Pobierała także lekcje u Wellingtona Reynoldsa, Johna W. Nortona i Waltera Marshalla Clute. Uczestniczyła w licznych wystawach, w tym wystawach artystów z Chicago i stowarzyszenia amerykańskich akwarelistów, American Water Color Society w Art Institute w latach 1912–1915.
Ojciec Mary Agnes zmarł w 1908 roku. W 1912 jej matka zleciła architektowi Johnowi S. Van Bergenowi zaprojektowanie domu, znanego później jako „Mrs. Charles Yerkes Residence”. Dom został zbudowany przy 450 Iowa Street. Van Bergen specjalnie dla Mary Agnes zaprojektował pracownię artystyczną, mieszczącą się na piętrze, nad gankiem wejściowym.
Z dokumentów Art Institute i Oak Park wynika, iż Mary Agnes mieszkała tam razem z matką w latach 1913–1919.
W 1917 roku Mary Agnes wyszła za mąż za komandora marynarki Archibalda Offleya, z którym miała jedno dziecko, córkę Mary Yerkes Offley. Oboje przenieśli się na Zachodnie Wybrzeże, gdzie mieszkali w różnych miastach, m.in. w San Diego, Vallejo i Long Beach. Ok. 1941 roku zamieszkali na stałe w San Mateo, gdzie Mary Agnes mieszkała aż do śmierci. Dożyła sędziwego wieku; zmarła w 1989 roku mając 103 lata.

## Twórczość
Mary Agnes poświęciła malarstwu całe swoje dorosłe życie. Na jej zawodowych aspiracjach, podobnie jak w wypadku wielu innych artystów, negatywnie zaciążył wielki kryzys. Artystka w poszukiwaniu inspiracji urządzała częste wyjazdy w plener, gdzie malowała swoje ulubione motywy – parki narodowe. Przemierzyła w tym celu cały amerykański Zachód, od Tucson do kanadyjskiej Alberty i od doliny Yosemite do Santa Fe. Oprócz malowania rzeźbiła meble, tkała według własnych projektów dywany i ubrania na własny użytek. Przeszła do historii jako jedna z wybitnych malarek amerykańskiego Zachodu.

## Galeria

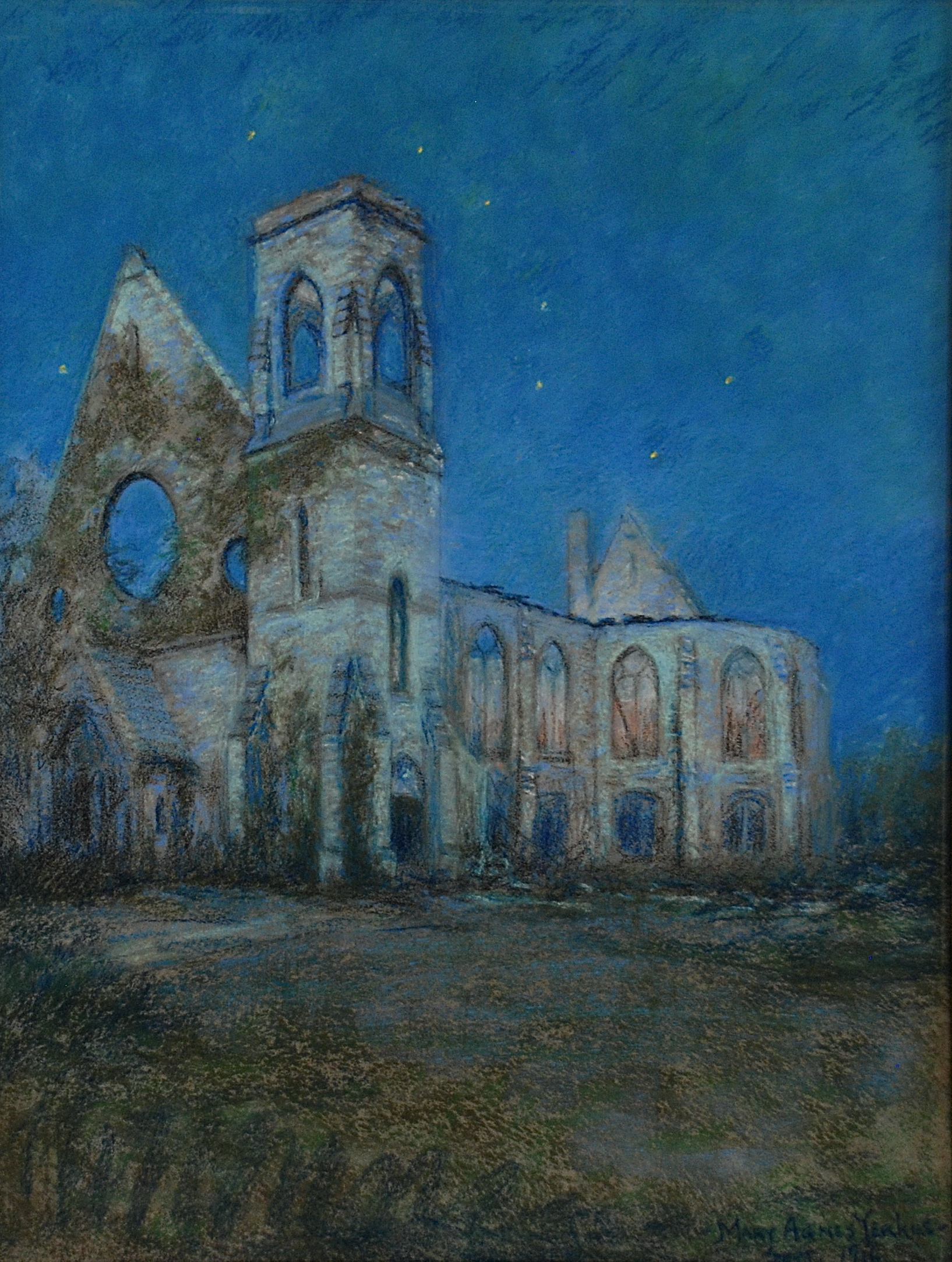
After the Fire, 1916
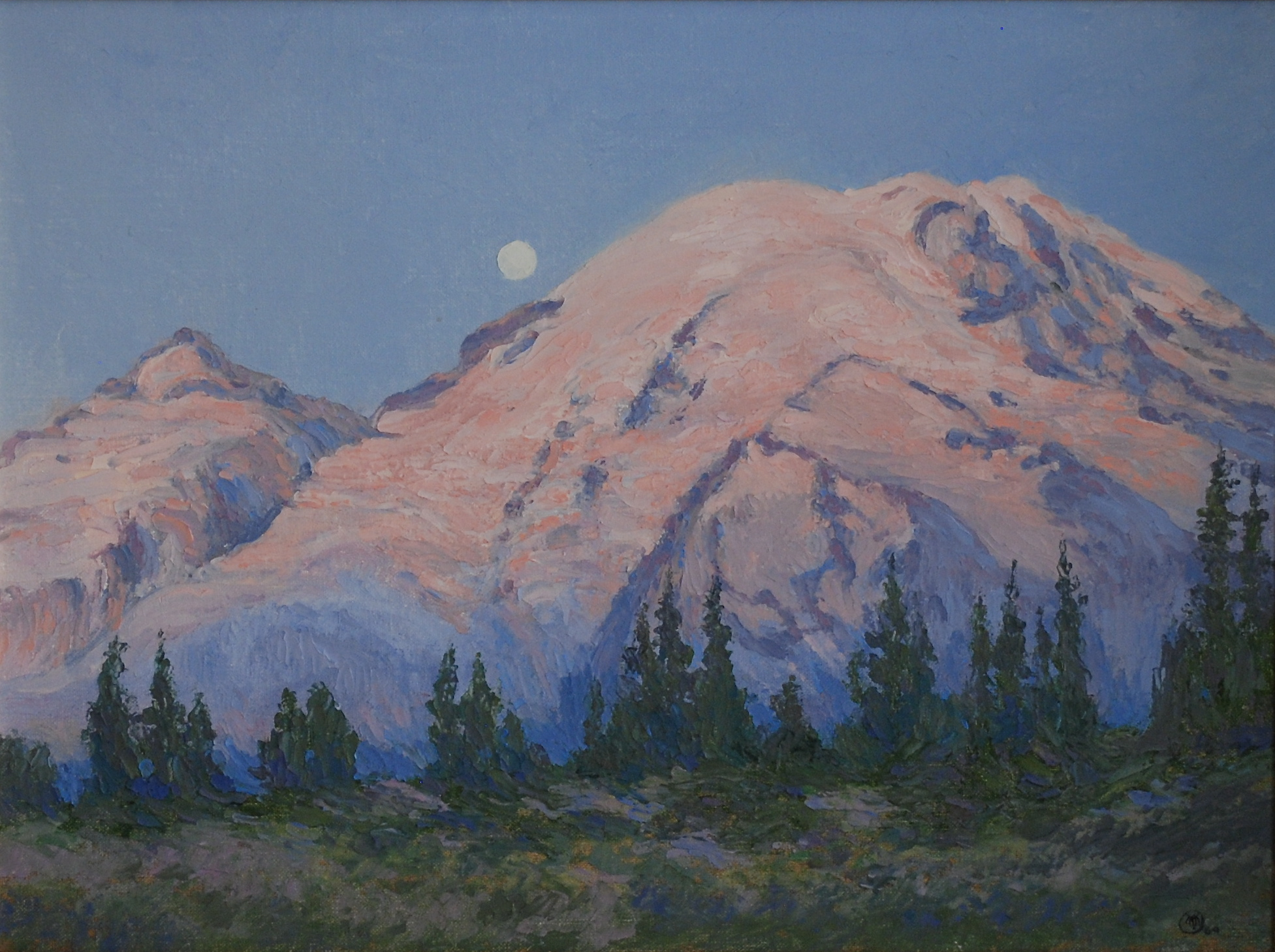
Moon Set and Sunrise Glow, 1964
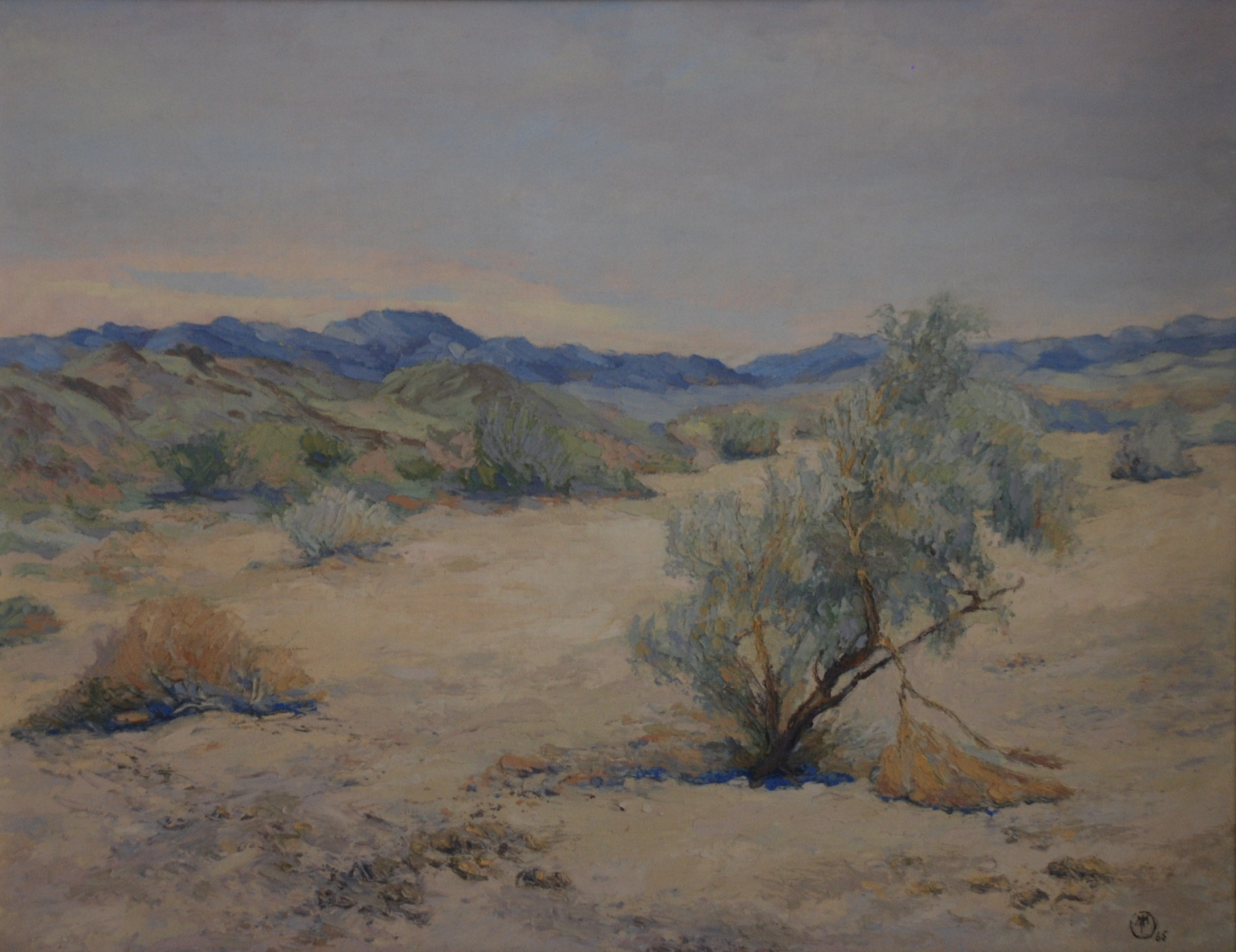
Early in Day in Desert Quiet, 1965
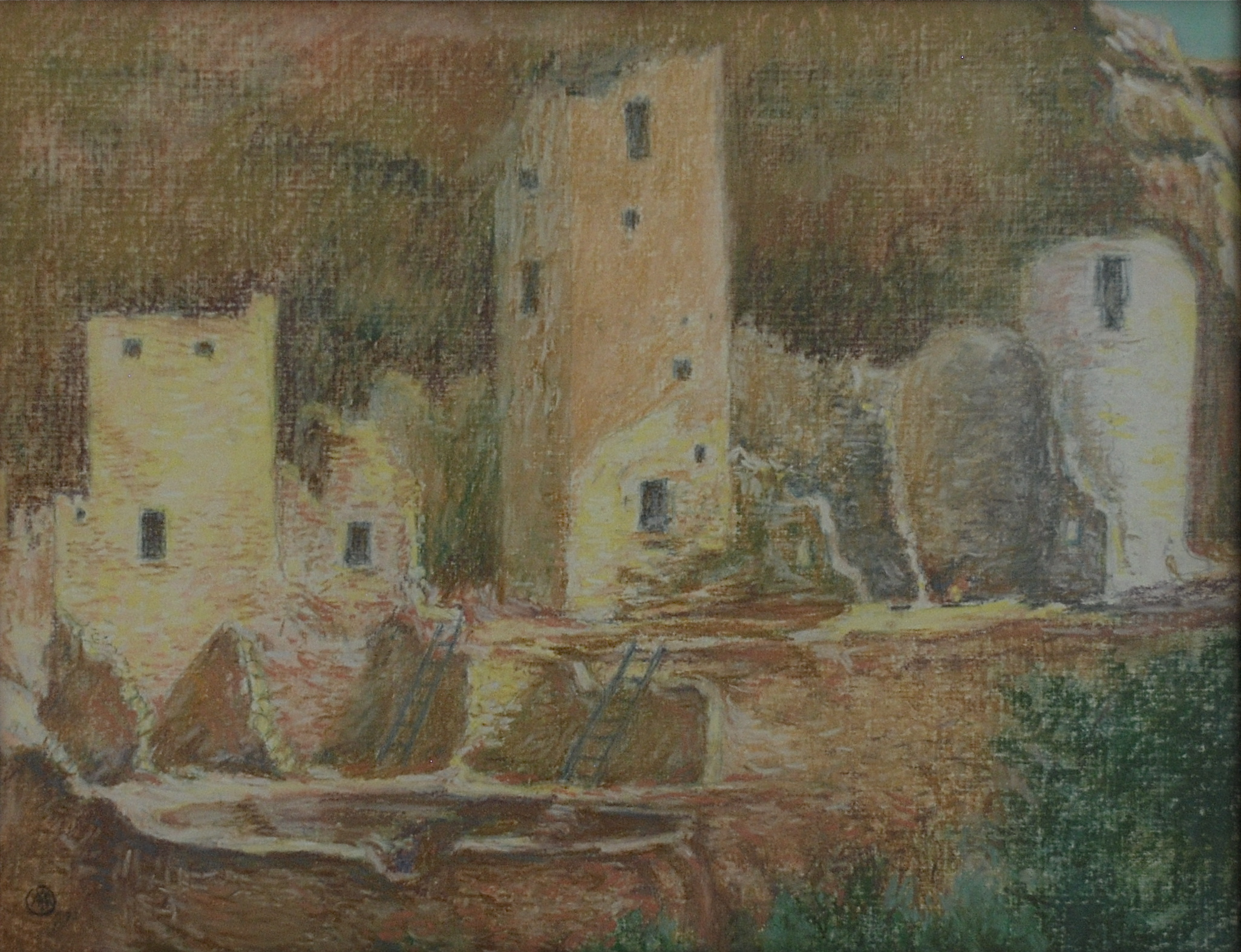
Cliff Palace, 1973